# Fehérhátú cinege
A fehérhátú cinege (Melaniparus leuconotus) a verébalakúak (Passeriformes) rendjébe, ezen belül a cinegefélék (Paridae) családjába tartozó faj.

## Rendszerezése
A fajt Félix Édouard Guérin-Méneville francia természettudós írta le 1843-ban, a Parus nembe Parus leuconotus néven. Egyes szervezetek jelenleg is ide sorolják.

## Előfordulása
Kelet-Afrikában, Etiópia és Eritrea területén honos. Természetes élőhelye a szubtrópusi és trópusi hegyi esőerdők és cserjések. Állandó, nem vonuló faj.

## Megjelenése
Testhossza 13,5–14 centiméter, testtömege 16–17 gramm.

## Életmódja
Magányosan vagy párban keresgéli kisebb gerinctelenekből, lárvákból és a magvakból álló táplálékát.

## Természetvédelmi helyzete
Az elterjedési területe nagyon nagy, egyedszáma pedig stabil. A Természetvédelmi Világszövetség Vörös listáján nem fenyegetett fajként szerepel.